# 格林波特
格林波特（英語：Greenport）是位于美国纽约州哥伦比亚县的一个镇，地处哥伦比亚县西部、三面环线哈德逊。2010年美国人口普查时，该镇有4165人。格林波特镇建于1837年，是哥伦比亚县最晚建立的城镇。9号美国国道穿过该镇。